# Lex Quisquis
Die Lex Quisquis war ein spätantikes Strafgesetz des ersten oströmischen beziehungsweise byzantinischen Kaisers Arcadius und dessen Bruders Honorius, der die Westhälfte des Reiches regierte. Erlassen wurde das Gesetz im Jahr 397 n. Chr. 
Im römischen Strafrecht wurden  Hochverrat (perduellio) und Majestätsbeleidigung (crimen laesae maiestatis) bereits zu Zeiten der Zwölftafelgesetzgebung als Kapitalverbrechen mit dem Tode bestraft. Ausgangs der römischen Republik wurde es durch die iulianische Verratsgesetzgebung modifiziert und nunmehr mit der lex quisquis tatbestandlich erweitert. Geschützt wurde nicht nur die kaiserliche Würde, dem Schutzbereich unterfiel fortan auch das Handeln der kaiserlichen Berater (Beamten) und Senatoren. Ausweislich des Codex Theodosianus wurde der Gesetzesakt damit begründet, dass die Mitglieder des kaiserlichen Konsistoriums als Teil des „Körpers“ des Kaisers zu betrachten seien und mit Verletzung derer Würde die kaiserliche Integrität beschädigt sei. Mit Vollzug der Strafe wurde das Vermögen nicht nur der Verurteilten, sondern auch ihrer Söhne eingezogen.
Die Lex Quisquis wurde in der iustinianischen Zeit auch in den Codex Iustinianus übernommen. Mit Beginn der hochmittelalterlichen Rezeption des römischen Rechts hatte Gratian die lex in sein Dekret aufgenommen. Insbesondere die Kanonisten griffen das Recht auf. Die Gliedermetaphorik wurde auf die Päpste und Kardinäle übertragen.